# Rinka Kumada
Rinka Kumada (jap. 久間田 琳加 Kumada Rinka; ur. 23 lutego 2001 w Tokio) – japońska aktorka i modelka.

## Życiorys
Kumada urodziła się 23 lutego 2001 w Tokio. Ze względu na pracę ojca zaraz po narodzinach wyjechała do Lyonu. W wieku sześciu lat wspólnie z rodziną wróciła do ojczyzny.
W 2012 roku zdobyła główną nagrodę w konkursie modelek. Od tego czasu występowała jako modelka w magazynach mody, takich jak „Nicola”, „Seventeen” i „Non-no”, zdobywając ogromną popularność pośród dziewcząt w swoim wieku.
W 2015 roku rozpoczęła karierę aktorską rolą Sasaki w dramie internetowej „Joshi no Jiken wa Taitei Toilet De Okorunoda”.
2 września 2017 roku po raz pierwszy zadebiutowała na wybiegu podczas pokazu mody Tokyo Girls Collection (jesień-zima).
Jej pierwszą główną rolą filmową była rola Riny Miyoshi w filmie „Nunuko no seisen Harajuku Story”, który miał premierę 9 listopada 2018 roku. 
W 2020 roku zagrała w dramie „Marry Me!”, był to jej debiut i zarazem pierwsza główna rola w serialu telewizyjnym.
Od tego czasu uczestniczy w pokazach mody, oraz występuje w filmach i dramach.

## Filmografia

### Dramy
| Rok  | Tytuł                                                                                    | Rola             | Stacja telewizyjna     | Uwagi       |
| ---- | ---------------------------------------------------------------------------------------- | ---------------- | ---------------------- | ----------- |
| 2015 | Joshi no Jiken wa Taitei Toilet De Okorunoda (女子の事件は大抵、トイレで起こるのだ。)    | Sasaki           | GyaO!                  |             |
| 2020 | Marry Me! (マリーミー!)                                                                  | Himari Sawamoto  | TV Asahi               | Główna rola |
| 2021 | A Bad Boy Drinks Tea! (お茶にごす。)                                                     | Naomi Anesaki    | Amazon Prime, TV Tokyo |             |
| 2021 | Jimoto ni Kaerenai Wakeari Danshi no 14 no Jijo (ジモトに帰れないワケあり男子の14の事情) | Saki             | TV Asahi               | Odc. 4      |
| 2021 | #Cold Game (#コールドゲーム)                                                             | Hina Kimura      | Fuji TV                |             |
| 2022 | Seishun Cinderella (青春シンデレラ)                                                      | Shion Hagino     | TV Asahi               | Główna rola |
| 2023 | Love Begins on the Last Train (最終列車で始まる恋)                                       | Mako Sakurai     | Mētele                 |             |
| 2023 | Brother Trap (ブラザー・トラップ)                                                        | Akari Tachibana  | TBS                    | Główna rola |
| 2023 | Nagatan to Aoto: Ichika no Ryourijou (ながたんと青と-いちかの料理帖-)                    | Suzune Yamaguchi | WOWOW                  |             |
| 2023 | From Me to You: Kimi ni Todoke (君に届け)                                                | Ayane Yano       | Netflix                |             |
| 2023 | Hide from the Rain (私がヒモを飼うなんて)                                                | Akari Tachibana  | TBS                    | Odc. 3      |
| 2023 | Inugamike no Ichizoku (犬神家の一族)                                                     | Kayo             | NHK                    |             |
| 2023 | Spójrz na mnie, Mukai-kun (こっち向いてよ向井くん)                                       | Anne Hatori      | NTV                    | Odc. 1 i 2  |
| 2023 | My Worst Friend (わたしの一番最悪なともだち)                                             | Wakana Jojima    | NHK                    |             |
| 2024 | Sayonara, Maestro! (さよならマエストロ〜父と私のアパッシオナート〜)                      | Nana Uchimura    | TBS                    |             |
| 2024 | Going Home –Cops for the Lost– (GO HOME〜警視庁身元不明人相談室〜)                       | Noriko Takakura  | NTV                    | Odc. 5      |
| 2024 | The Reason We Fall in Love (私たちが恋する理由)                                          | Aoi Morita       | TV Asahi               | Główna rola |
| 2025 | Kaseifu no Mitazono (家政夫のミタゾノ)                                                   | Sakura Daimon    | TV Asahi               | Sezon 7     |
| 2025 | 家政負のヒカル season2Kaseifu no Hikaru Season 2 (家政負のヒカル season2)                | Sakura Daimon    | Telasa                 | Sezon 2     |
| 2025 | Dead or Love (死ぬほど愛して)                                                            | Yuhi Minamizawa  | AbemaTV                |             |
| 2025 | DOPE Narcotics Control Department Special Investigation Unit (DOPE 麻薬取締部特捜課)     | Ruka Izumi       | TBS                    |             |

### Filmy
| Rok  | Tytuł                                                                                             | Rola          | Uwagi                                                                     |
| ---- | ------------------------------------------------------------------------------------------------- | ------------- | ------------------------------------------------------------------------- |
| 2015 | Joshi no Jiken wa Taitei Toilet De Okorunoda (女子の事件は大抵、トイレで起こるのだ。劇場版)       | Sasaki        | Film składa się z 2 części (część 1: „前編 入る?”, część 2: „後編 出る!”) |
| 2017 | Mixed Doubles (ミックス。)                                                                        | Shiori Sano   |                                                                           |
| 2018 | Ao-Natsu: Kimi ni Koi Shita 30-Nichi (青夏 きみに恋した30日)                                      | Aya Sakurada  |                                                                           |
| 2018 | Nunuko no seisen Harajuku Story (〜harajuku story〜ヌヌ子の聖★戦)                                 | Rina Miyoshi  | Główna rola                                                               |
| 2023 | Otona Najimi (おとななじみ)                                                                       | Kaede Kagaya  | Główna rola                                                               |
| 2023 | You Made My Dawn (夜が明けたら、いちばんに君に会いにいく)                                         | Akane Niwa    | Główna rola                                                               |
| 2024 | Shinmai Kisha Torokko: Watashi ga Yaraneba Dare ga Yaru! (新米記者トロッ子 私がやらねば誰がやる!) | Mari          |                                                                           |
| 2025 | It Takes More Than a Pretty Face to Fall in Love (顔だけじゃ好きになりません)                     | Sana Chiken   | Główna rola                                                               |
| 2025 | Mieruko-chan (見える子ちゃん)                                                                     | Hana Yurikawa |                                                                           |